# Schreeuwlederkop
De schreeuwlederkop (Philemon corniculatus) is een zangvogel uit de familie honingeters (Meliphagidae) die voorkomt in Australië en het zuiden van Nieuw-Guinea.

## Kenmerken
De schreeuwlederkop is een grote, eigenaardig uitziende zangvogel van 30 tot 35 cm lengte. De vogel is overwegend grijsbruin, van onder lichter dan van boven. Heel kenmerkend is de knobbel op de snavel. De wetenschappelijke naam corniculatus betekent hoorntje. Verder heeft deze lederkop een geheel kale kop en een zwarte huid. Geen enkele vogel heeft deze combinatie van kenmerken.

### Geluid
Alle lederkoppen zijn vaak luidruchtig, maar deze soort spant de kroon met een vreemde opeenvolging van fluittonen en klikgeluiden waarin mensen soms ook gesproken taal menen te horen zoals tabacco, keyhole, four o'clock of poor soldier.

## Verspreiding en leefgebied
De soort komt voor in het oosten van Australië tot aan de staat Victoria en in het savannegebied in het zuiden van Nieuw-Guinea in Trans Fly (Papoea-Nieuw-Guinea) en het uiterste zuidoosten van de provincie Papoea (Indonesië). Er zijn twee ondersoorten:
- P. c. corniculatus: het zuidelijke deel van Centraal-Nieuw-Guinea en noordoostelijk Australië.
- P. c. monachus: oostelijk en zuidoostelijk Australië.

Het leefgebied van de schreeuwlederkop is half open bosgebied, moerasbos, mangrove en gebied met struikgewas en ook wel wijn- en boomgaarden, tuinen, parken en lanen, mits daar veel bloesembomen zijn.

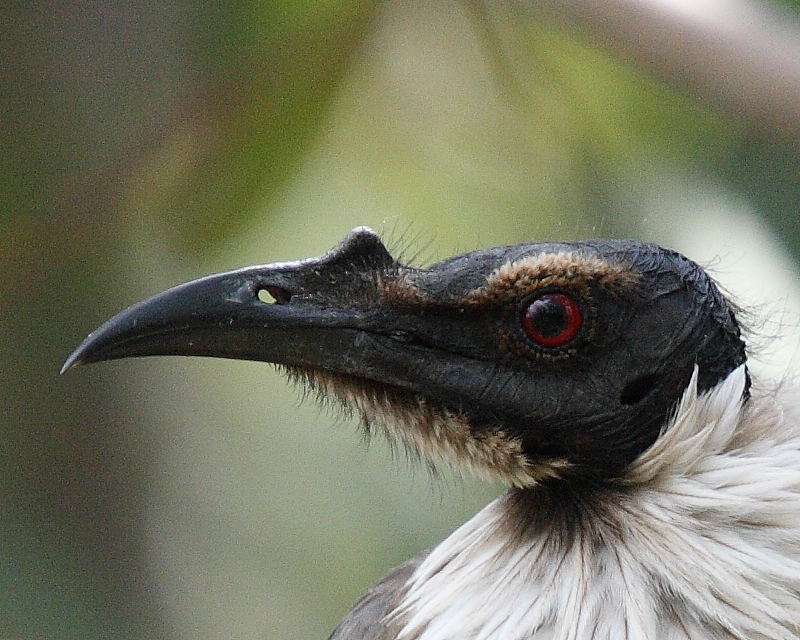
Detail van de kop met de knobbel

## Status
De schreeuwlederkop heeft een groot verspreidingsgebied en daardoor alleen al is de kans op de status kwetsbaar (voor uitsterven) uiterst gering. De grootte van de populatie is niet gekwantificeerd, maar de vogel is in geschikt habitat algemeen en de aantallen zijn stabiel. Om deze redenen staat deze lederkop als niet bedreigd op de Rode Lijst van de IUCN.